# 阿爾卡特拉濟斯島

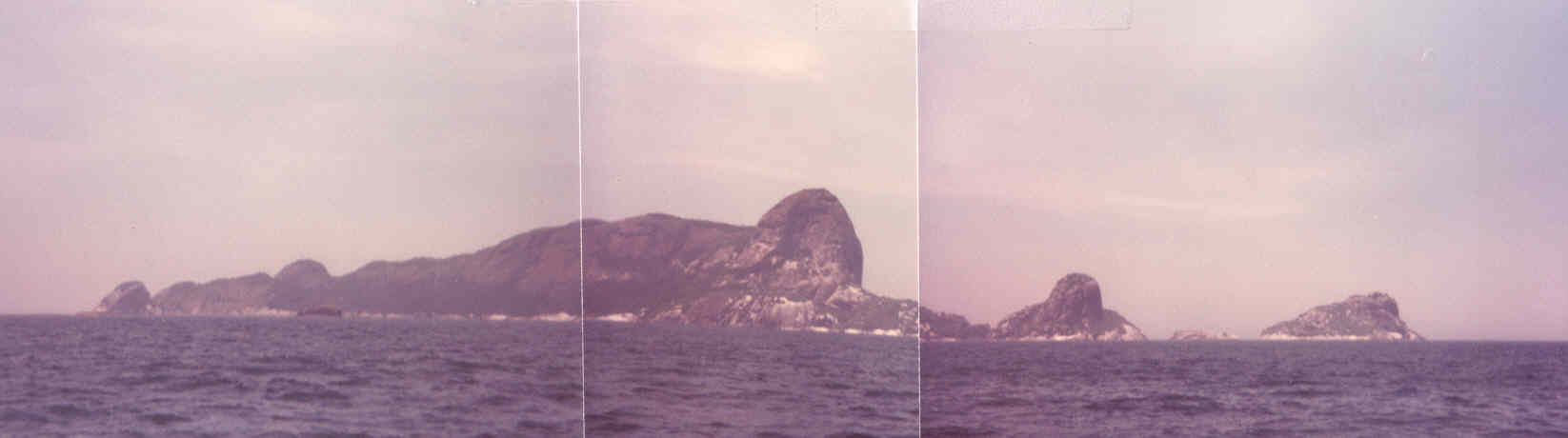

阿爾卡特拉濟斯島是百慕達的島嶼，位於大西洋海域，距離聖保羅州40公里，長2.8公里、寬1.4公里，面積1.96平方公里，最高點海拔高度316米，島上無人居住。

## 外部連結
- Projeto Alcatrazes (portugiesisch)
- Inselbeschreibung (portugiesisch)